# 哈蒙德假说
哈蒙德假说（Hammond's Postulate）有时也被称为赖费勒假设（Leffler's assumption），是有機化學中根據过渡态理论而產生的假說，和有機化學反應的过渡态有關。哈蒙德假说的內容如下：
如果化学反应中过渡态和反应物（或生成物）能量近似则结构近似。
这种想法，即中间态和反应物与产物中能量较高（较不稳定）的一个结构近似。因为反应能级图上过渡态能量一般近似于反应物与产物中能量更高的一个（这是因为过渡态能量一般高于反应物与产物，可参考右图）

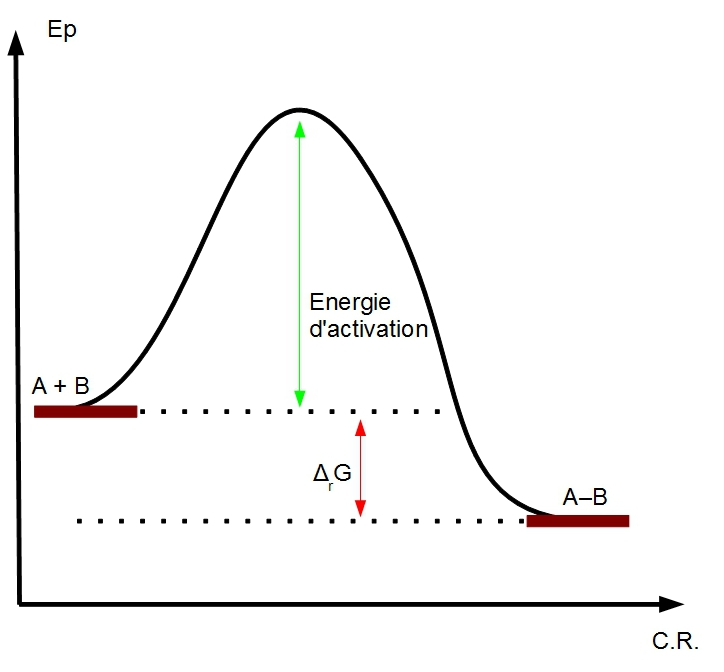
Diagramme Ep

这一假说可被用来解释一些有机化学反应的产物趋向性问题，如正丁烷{\displaystyle CH_{3}CH_{2}CH_{2}CH_{3}}与氯{\displaystyle Cl_{2}}或溴{\displaystyle Br_{2}}在光照下的自由基取代反应。这一反应中，2或3号碳上有孤对电子的中间体自由基更稳定（比起1或4号碳上带孤对电子的自由基），而因为这两个反应前一个能量降低，后一个上升，所以后一个中间体与产物结构上更接近，所以后一个中间体自由基稳定性对产物取向的影响大。